# Serdar Özkan
Serdar Özkan est un footballeur turc né le 1er janvier 1987 à Düzce en Turquie. Il joue au poste de milieu de terrain.

## Biographie
Il commence sa carrière à Beşiktaş. Il est choisi par Mircea Lucescu au cours de la saison 2002-2003. À 16 ans, il est déjà sélectionné dans l’équipe qui dispute la Ligue des champions de l'UEFA. Mais étant encore très jeune, il est prêté à Istanbulspor où il ne joue aucun match. 
Avec l’arrivée de Jean Tigana lors de la saison 2006-2007, il est rappelé dans l’équipe mais est encore prêté à Sebatspor où il réalise une excellente saison. Sous la direction d’Ertuğrul Sağlam, Serdar prend beaucoup plus de place dans l’équipe première et dispute même un excellent match en Ligue des champions de l'UEFA contre le FC Sheriff Tiraspol le 1er août 2007. 
Malgré cela, il ne réussit jamais vraiment à s'imposer à Beşiktaş. En juillet 2010, il refuse de prolonger son contrat, il quitte donc son club formateur pour rejoindre le Galatasaray, l'un des principaux rivaux de Beşiktaş. Mais Serdar n'est toujours pas à la hauteur des attentes, il quitte ainsi Galatasaray en janvier 2011 pour rejoindre Ankaragucu où il reste un an avec des hauts et des bas. Le club étant en crise, Serdar ne perçoit pas de salaires durant plus de 6 mois, c'est pourquoi il refuse de continuer sous les couleurs du club de la capitale. 
Il s'engage en janvier 2012 avec Samsunspor (club de première division Turque) pour une durée de cinq mois.
Il s'engage en juin 2012 avec Urfaspor (club de deuxième division turque) pour une durée d'un an.
En fin de contrat, il rejoint le club d'Elazığspor (club de première division turque). 
Serdar Özkan reçoit sa première sélection en équipe de Turquie le 26 mars 2008 lors d'un match amical face à la Biélorussie.

## Palmarès
- Vainqueur de la Coupe de Turquie en 2009 avec Beşiktaş[1]
- Champion de Turquie en 2009 avec Beşiktaş[2]

## Statistiques détaillées
Dernière mise à jour le 30/05/2010.
| Saison    | Club                      | TOTAL  | TOTAL | Championnat | Championnat | Championnat | Coupe d'Europe | Coupe d'Europe | Coupe d'Europe | Coupes Nationales | Coupes Nationales |
| Saison    | Club                      | Matchs | Buts  | Division    | Matchs      | Buts        | Type           | Matchs         | Buts           |                   |                   |
| Saison    | Club                      | Matchs | Buts  | Division    | Matchs      | Buts        | Type           | Matchs         | Buts           | Matchs            | Buts              |
| --------- | ------------------------- | ------ | ----- | ----------- | ----------- | ----------- | -------------- | -------------- | -------------- | ----------------- | ----------------- |
| 2003-2004 | Beşiktaş JK               | 3      | 0     | Süperlig    | 2           | -           | C1             | -              | -              | 1                 | -                 |
| 2004-2005 | Beşiktaş JK               | 3      | 0     | Süperlig    | 2           | -           | C3             | -              | -              | 1                 | -                 |
| 2005-2006 | Akçaabat Sebatspor (Prêt) | 32     | 4     | Lig A       | 31          | 4           | -              | -              | -              | 1                 | -                 |
| 2006-2007 | Samsunspor (Prêt)         | 14     | 0     | Lig A       | 14          | -           | -              | -              | -              | -                 | -                 |
| 2007-2008 | Beşiktaş JK               | 44     | 3     | Süperlig    | 30          | 3           | C1             | 10             | -              | 4                 | -                 |
| 2008-2009 | Beşiktaş JK               | 35     | 4     | Süperlig    | 25          | 1           | C3             | 4              | 1              | 6                 | 2                 |
| 2009-2010 | Beşiktaş JK               | 18     | 0     | Süperlig    | 12          | -           | C1             | 3              | -              | 3                 | -                 |
| 2010-2011 | Galatasaray SK            | 3      | 0     | Süperlig    | 3           | -           | -              | -              | -              | -                 | -                 |
| 2010-2011 | Ankaragucu                | 10     | 2     | Süperlig    | 10          | 2           | -              | -              | -              | -                 | -                 |
| 2011-2012 | Ankaragucu                | 12     | 1     | Süperlig    | 12          | 1           | -              | -              | -              | -                 | -                 |